# Boreomysis kistnae
Boreomysis kistnae är en kräftdjursart som beskrevs av Pillai 1973. Boreomysis kistnae ingår i släktet Boreomysis och familjen Mysidae. Inga underarter finns listade i Catalogue of Life.